# Abraão, o Grande de Kashkar
Abraão, o Grande ou Abraão de Kashkar (em siríaco:  ܐܒܪܗܡ‍ ܕܟ‍ܫ‍ܟ‍ܪ; c. 492, Kashkar, Pérsia - 586, Pérsia), foi o pai do renascimento monástico assírio no século VI. Ele é um doutor e santo da Igreja do Oriente.
Ele nasceu em Kashkar, na Pérsia, por volta de 492. Ele partiu de lá para pregar o Evangelho em Al-Hirah, e depois para estudar a vida monástica em Scetes.
O monasticismo era muito popular no início do Cristianismo sírio e mesopotâmico. Alguns sustentavam a opinião de que apenas uma vida de celibato poderia levar à salvação. Inicialmente, todos os monges e freiras eram eremitas, mas por volta de 350 Mar Awgin fundou o primeiro mosteiro cenobítico da Mesopotâmia no Monte Izla acima da cidade de Nisibis, modelado no modelo egípcio. Logo havia muitos mosteiros.
Mas no Sínodo de Bete Lapate, a Igreja do Oriente decidiu que todos os monges e freiras deveriam se casar. Obviamente, isso era para agradar os governantes zoroastrianos, que consideravam a vida familiar sagrada. A decisão enfraqueceu severamente a Igreja. A decisão foi revertida em 553.
Em 571, Abraão fundou e governou um novo mosteiro no Monte Izla. Este se tornou o famoso mosteiro chamado de "Grande Convento". As regras que ele estabeleceu em 571 foram publicadas com as de Dadisho, seu sucessor (588-604).
Abraão morreu em 586.
O terceiro abade deste mosteiro foi seu aluno Babai, o Grande (551–628), que sucedeu a Mar Dadisho. Nascido em uma família de meios humildes, o dia da festa de Abraão é celebrado na 6ª sexta-feira após a Epifania.